# 캄파시오역
캄파시오역(Campascio)은 스위스 그라우뷘덴주의 브루지오 시정촌에 있는 기차역이다. 래티셰 철도의 1,000mm 미터궤 베르니나선 노선 상에 있다. 이 노선은 매시간 운행되지만, 모든 열차가 이 역에 정차하는 것은 아니다.

## 운행편
다음 서비스는 캄파시오에서 정차한다.
- 레기오 : 생모리츠와 티라노 간 2시간 간격 운행